# Svetlana Jitomirskaya
Svetlana Jitomirskaya (Járkov, Unión Soviética, 4 de junio de 1966) es una matemática y profesora ucraniana, nacionalizada estadounidense.
Hija de los profesores de matemática Valentina Borok y Yakov Jitómirski, una familia judía de Ucrania. Svetlana estudió en la Universidad Estatal de Moscú, fue estudiante de Vladímir Arnold y Yákov Sinái.
En 2005 obtuvo el Premio Satter en matemáticas por su trabajo pionero en localización cuasiperiódica no perturbativa.
Es especialmente conocida por haber solucionado el problema de los diez martinis junto con el matemático brasileño Artur Avila.